# الفرعي
الفرعي هو الاسم المسرحي لطارق أبو كويك و هو مغني راب ومغني وكاتب أغاني وعازف ايقاع. أردني من أصل فلسطيني، و عضو في فرقة السبع و أربعين 47Soul ، كان سابقًا عضوًا في فرقة الروك العربية المربّع . منذ عام 2012، أصدر ستة ألبومات منفردة. 

## سيرة شخصية
بدأ الفرعي مسيرته الفردية في عمان ، الأردن ، حوالي عام 2008 من خلال الغناء و العزف في أماكن محلية صغيرة أثناء تسجيل أول ألبوم كامل له.
شهد عام 2012 إطلاق أول ألبومين للفرعي: تسجيله الصوتي "صوت من خشب" وأول ظهور له في الراب العربي تحت اسم "فرع المدخل".
في عام 2014 تعاون مع المنتج الأردني دمار لإصدار ألبوم الراب الثاني (والألبوم الثالث في المجموع) "كمان دفشة" ، والذي اعتمد على نماذج مختلفة من الموسيقى العربية. 
وعلى نفس النمط من التناوب بين الراب العربي والألبومات الصوتية، أصدر الفرعى "الرجل الخشبي" عام 2017 كدفعة ثانية من ثلاثية الألبومات الصوتية بعد "صوت من خشب" عام 2012 وقبل "ناس من خشب الذي صدر في عام 2022.
حقق الألبوم نجاحًا كبيرًا مع الجمهور، خاصة بعد إصدار أغنية "تغيرتي ليه" ، التي تعتبر بشكل عام أشهر أغاني الفرعي. 
في عام 2021، أصدر الفرعي ألبوم الراب "لازم تيسا" بعد الترويج له بأداء مباشر عبر الإنترنت من لندن. 

## الاعمال
الألبومات
- صوت من خشب (2012)
- فرع المدخل (2012)
- كمان دفشة (2014)
- الرجل الخشبي (2017)
- لازم تيسا (2021)
- ناس من خشب (2022)

سولو
- فرع المدخلاق اب (2019)
- ميادينيك أي بي (2022)
- أبو الدهب أي بي (2023)